# Chloé (Lefebvre)
Chloé o Cloe è un dipinto del pittore francese Jules Joseph Lefebvre, realizzato nel 1875. Il dipinto oggi è conservato nel Young and Jackson Hotel di Melbourne, in Australia, a partire dal 1909. Il soggetto del dipinto è stato la mascotte dell'HMAS Melbourne.

## Storia
Il dipinto venne esposto per la prima volta al Salon di Parigi nel 1875 e riscosse un grande successo. Con questo successo, Lefebvre vinse la medaglia d'oro all'Onore nel 1875. Il quadro venne poi esposto alla galleria francese dell'Esposizione universale di Sydney del 1879 e all'Esposizione universale di Melbourne del 1880.
Chloé venne acquistato dal dottor Thomas Fitzgerald, residente a Lonsdale Street, per 850 ghinee. Tuttavia, c'erano alcune controversie quando il dipinto veniva esposto la domenica. La chiesa Presbiteriana di Victoria dichiarò che il dipinto era troppo scandaloso per essere esposto la domenica e si decise di rimuoverlo dalla galleria durante quel giorno. Dopo la morte di Fitzgerald, nel 1908, il dipinto venne venduto all'asta al signor Norman Figsby Young. Quello stesso anno Henry Young e Thomas Jackson comprarono il dipinto e nel 1909 lo esposero nel bar del loro albergo.
Durante la seconda guerra mondiale molti soldati americani che frequentavano il Young and Jackson Hotel si fermavano ad ammirare il dipinto e ne rimanevano affascinati, a tal punto che una volta un soldato tirò una bottiglia di birra addosso al dipinto per "darle qualcosa che le avrebbe fatto ricordare di lui".
Il 24 settembre 2004, alle 20:30, un cliente dell'albergo cadde sul dipinto causando delle lunghe crepe verticali sul suo vetro protettivo spesso 5 millimetri. Per gli esperti il danno era minimo e non avrebbe attecchito al valore complessivo dell'opera. Il dipinto venne riparato al centro di restauro Ian Potter del Museo d'arte Ian Potter di Melbourne, fino all'arrivo del nuovo vetro protettivo dalla Germania, e venne restaurato nel bar dell'albergo il 13 ottobre 2004.

## Descrizione
Il dipinto raffigura una donna in piedi, nuda, immersa in un ambiente silvestre, nelle vicinanze di uno specchio d'acqua. La donna appoggia la mano sinistra ad una roccia, sulla quale è presente un panno azzurro, e rivolge il proprio sguardo a destra, mostrando il profilo del suo volto allo spettatore. Sullo sfondo si notano il laghetto a sinistra ed un albero a destra.

## La modella
La modella del dipinto in realtà si chiamava Marie, non Chloé, e proveniva da una famiglia povera di origine persiana. Marie lasciò la sua casa da giovane e cominciò a fare la modella per guadagnarsi da vivere per sé e per sua sorella. Quando Lefebvre dipinse il dipinto Cloe la modella aveva 19 anni. Un anno dopo la realizzazione del dipinto Lefebvre sposò la sorella di Marie, ma poco tempo dopo Marie morì suicida a 21 anni.